# Vojvodstvo Kleve
Vojvodstvo Kleve (njemački: Herzogtum Kleve, nizozemski: Hertogdom Kleef) bila je država Svetog Rimskog Carstva nastala iz srednjovjekovnoga Duisburggaua. Smjestila se u sjevernom Porajnju s obje strane donje Rajne oko glavnog grada Kleve i gradova Wesela, Kalkara, Xantena, Emmericha, Reesa i Duisburga graničeći sa zemljama princ-biskupije Münsterove na istoku i Vojvodstva Brabant na zapadu. Njegova je povijest usko povezana s onim njezinih južnih susjeda: Vojvodstvo Jülich i Berg, kao i Gelders i Vestfalska županija Mark.
Područje je vojvodstva ugrubo pokrivalo današnje njemačke okruge Kleve (sjeverni dio), Wesel i grad Duisburg, kao i susjedne dijelovi pokrajina Limburg, Sjeverni Brabant i Gelderland u Nizozemskoj.

## Povijest
Početkom 11. stoljeća car Henrik II. Sveti povjerio je upravu Klever Reichswalda, velikog šumskog područja oko Kaiserpfalza u Nijmegenu, izravno podređenog carskoj vlasti, mjesnim plemićima iz Donje Lotaringije u Geldernu i Kleveu. Grofovija Kleve (njemački: Grafschaft Kleve, nizozemski: Graafschap Kleef) spominje se u 11. stoljeću. Godine 1417.  postaje vojvodstvo. Nakon smrti grofa Johana 1368., posjed je naslijedio njegov nećak Adolf III. od Marcka Cleves, naposljetku su završili u personalnoj uniji pod dinastijom La Marck nakon što je Adolfov stari brat grof Engelbert III. umro bez potomstva 1391. godine. Njemački kralj Sigismund uzdigao je grofa Adolpha I. na položaj kneza i princa Svetog Rimskog Carstva 1417.
Područja Kleve-Marka postala su jedna od najznačajnijih posjeda donjerajnskog-vestfalskog okružja 1500. godine kojem su su parirali prinčevi- biskupi Münstera. Godine 1511. Ivan III. od La Marka, sin vojvode Ivana II. od Klevea, svojim brakom s Marijom naslijedio je feude Jülich i Berg po smrti svoga punca Vilima IV. Kada je Ivan III. naslijedio svog oca kao vojvoda Kleve 1521. godine, države Jülich, Berge, Kleve i Mark formirale su Ujedinjeno vojvodstvo Jülich-Kleve-Berg. Njegova je kći Ana od Kleva  (1515. – 57.) čak 1540. godine postala kraljicom-suprugom Engleske, kao što se njezin brat Vilim (knez od 1539.), svađao s carom Karlom V. oko posjeda Gueldera i zatražio potporu kralja Henrika VIII.
Kad je posljednji knez Jülich-Kleve-Berga umro bez nasljednika 1609. godine, izbio je rat za nasljeđe Jülicha. Zemlje su konačno podijeljene između Wittelsbachovih knezova Palatinata-Neuburga (Jülicha i Bergea) i Markgrofovije Brandenburga koja je stekla Kleve s Markom i Ravensbergom prema sporazumu iz Xantena godine 1614. Markgrofovi Hohenzollern tako su stekli prvo uporište u Porajnju; Međutim, velike su dijelove vojvodstva okupirale Ujedinjene pokrajine sve do franko-nizozemskog rata 1672. godine. Konačno ga je 1666. godine uvrstio u Brandenburg-Prusku Fridrik Vilim I. iz Brandenburga te postaje dio Kraljevine Pruske nakon 1701. godine, Francuske su snage okupirale Kleve u sedmogodišnjem ratu (1757. – 62.).

Godine 1795. Vojvodstvo Kleve zapadno od Rajne i Wesela zauzela je Francuska i postalo je dio francuskog departman Roer. Ostatak vojvodstva bio je okupiran između 1803. i 1805. godine, a postao je dio departmana Yssel-Supérieur i marionetskog Nadvojvodstva Berg (nakon 1811. godine, departman Lippe). Godine 1815., nakon Napoleonovog poraza, vojvodstvo je postalo dio pruske provincije Jülich-Cleves-Berg koje se 1822. spojilo u provinciju Pruske Rajne. Gradovi Gennep, Zevenaar i Huissen postali su dio Ujedinjenog Kraljevstva Nizozemske zbog bečkog kongresa iz 1815. godine.

## Vladari

### Grofovi Klevea

#### Dinastija Kleve
• 1092. – 1119. Dietrich I.
• 1119. – 1147. Arnold I.
• 1147. – 1172. Dietrich II.
• 1172. – 1188. Dietrich III.
• 1188. – 1198. Dietrich IV.
• 1198. – 1201. Arnold II.
• 1201. – 1260. Dietrich V.
• 1260. – 1275. Dietrich VI.
• 1275. – 1305. Dietrich VII. od Meissena
• 1305. – 1310. Oton I. miroljubivi
• 1310. – 1347. Dietrich VIII. Pobožni
• 1347. – 1368. Ivan

#### Dinastija La Marck
• 1368. – 1394. Adolf III. Marck
• 1394. – 1448. Adolf IV., sin Adolfa III.

### Vojvode Kleve

#### Dinastija La Marck
• 1394. – 1448. Adolf I.: Vojvoda od Kleva
• 1448. – 1481. Ivan I., sin Adolfa I.
• 1481. – 1521. Ivan II. Pobožni, sin Ivana I.
• 1521. – 1539. Ivan III. miroljubivi, sin Ivana II
• 1539. – 1592. Vilim Bogati, sin Ivana III.
• 1592. – 1609. Ivan Vilim, sin Vilima